# Microcystina arabii
Microcystina arabii – gatunek ślimaka z rzędu trzonkoocznych i rodziny Ariophantidae. Endemit Borneo.

## Taksonomia
Gatunek ten opisany został po raz pierwszy w 2021 roku przez Mohammada Effendiego bin Marzukiego, Thor-Seng Liewa i Jayasilana Mohd-Azlana na łamach „ZooKeys”. Jako lokalizację typową wskazano wzgórze Bukit Sokwang koło drogi Skio w Gunung Doya w dystrykcie Bau malezyjskiego Sarawaku. Epitet gatunkowy nadano na cześć Abanga Arabiego Abanga Aimrana, w uznaniu jego wkładu w ochronę dzikiej przyrody.

## Morfologia
Ślimak o bardzo małej, cienkiej muszli wysokości poniżej 1,38 mm i szerokości poniżej 1,75 mm. Barwa jej bywa biała, słomkowa lub brązowa, a połysk jedwabisty do lustrzanego. Kształt skrętki bywa od stożkowatego z wypukłymi bokami do spłaszczonego i jajowatego. Szczyt muszli jest zaokrąglony. Skrętów jest mniej niż 4¼; pierwszy ma średnicę od 0,38 do 0,42 mm, drugi od 0,75 do 0,83 mm, a trzeci od 1,17 do 1,29 mm. Peryferia są zaokrąglone, na ostatnim skręcie z cienką nitką. Na protokonsze i teleokonsze siatkowatą rzeźbę tworzą szeregi drobnych rowków spiralnych krzyżujące się drobnymi żeberkami promienistymi.
Półksiężycowate ujście ma szerokość poniżej 0,92 mm i wysokość poniżej 0,67 mm. Niezmodyfikowany perystom ma lekko pogrubiałą i odgiętą powierzchnię wrzecionową oraz niepogrubiałe i nieodgięte powierzchnie podstawową i palatalną. Dołek osiowy jest otwarty i wąski, a jego okolica przeciętnie wklęsła.

## Rozprzestrzenienie
Gatunek orientalny, endemiczny dla Malezji i Borneo. Zasięgiem ograniczony jest do grup wzgórz wapiennych Bau i Serian-Padawan w Sarawaku.